# Martin B. Gold

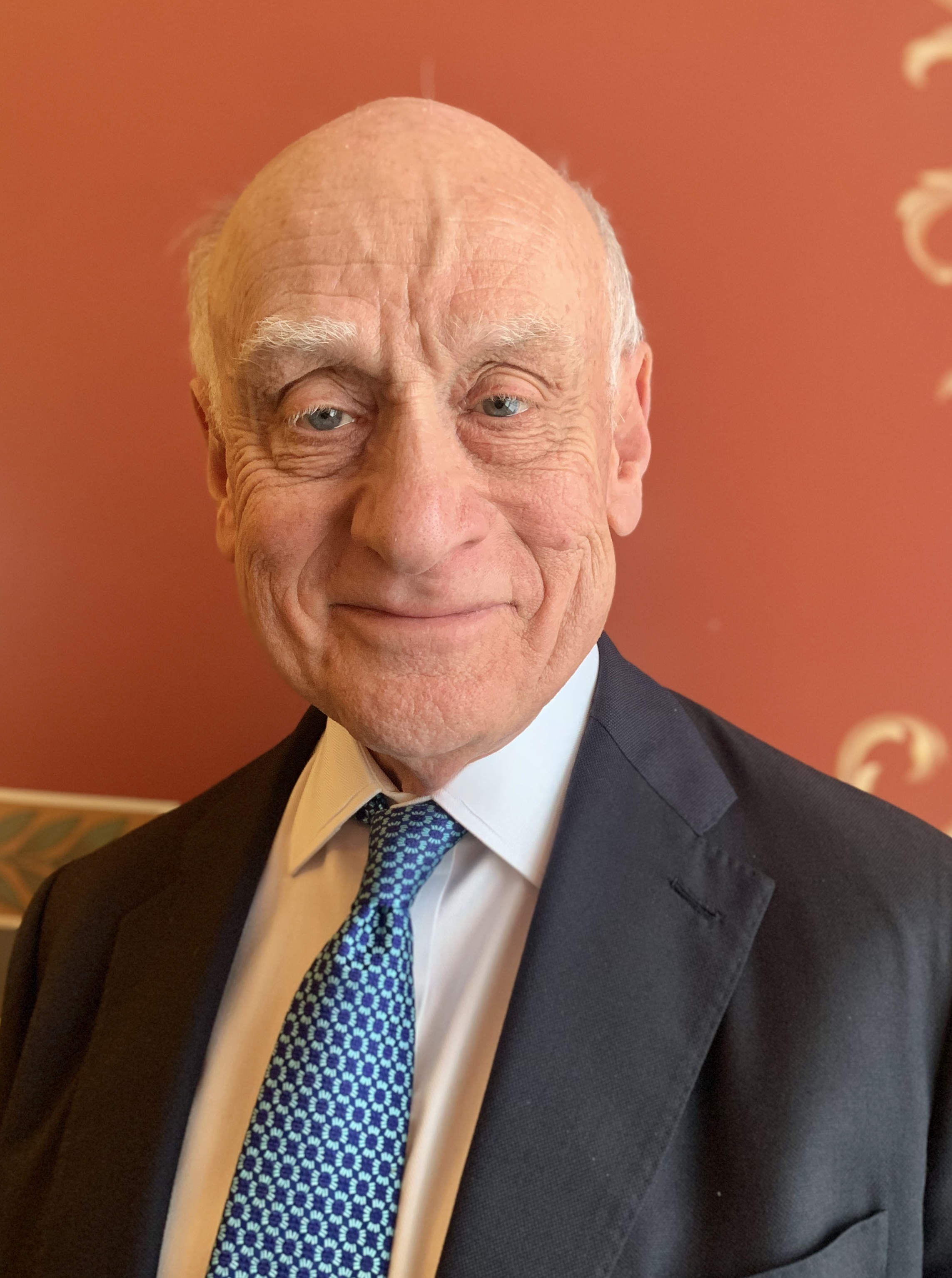
Martin B. Gold

Martin Berson Gold (* 1947 in New York City, USA) ist Partner der Anwaltskanzlei Covington & Burling Washington, D.C., Mitvorsitzender der Legislative Practice Group des Unternehmens und Mitglied der U.S. Kommission für die Erhaltung Amerikas kulturellen Erbes im Ausland (United States Commission for the Preservation of Americas Heritage Abroad).
Gold sammelte seine Erfahrungen in der Legislative unter anderem während seiner Zeit als rechtlicher Beistand des früheren Senate Majority Leader Howard Baker und des früheren Senators Mark O. Hatfield. Weiterhin war er Gründer des Unternehmens Gold & Liebengood und der Legislative Strategies Group, zwei führende Lobbying-Unternehmen in Washington.
Zudem dozierte er am Russischen Bundesrat, im Parlament der Ukraine, an der Universität Moskau, am Amt für auswärtigen Dienst in Russland und zuvor an zahlreichen amerikanischen Universitäten über die politische Entwicklung Amerikas und die parlamentarische Abläufe des US-Kongresses. Auf Empfehlung des vorübergehenden Präsidenten des US-Senats benennt ihn Präsident George W. Bush 2006 zum Mitglied der U.S. Kommission für die Erhaltung Amerikas kulturellen Erbes im Ausland.
Martin B. Gold wurde als Ehrung für seine Arbeit im öffentlichen Dienst in den Cosmos Club in Washington D.C. gewählt.

## Ehrungen
- Die Zeitschrift The Washingtonian bezeichnet ihn als einen der 50 Top-Lobbyisten 2007

## Schriften
- The Book on Congress, A Compendium of House and Senate Procedures, Contributor (1992)
- Government Affairs Post-Election Analysis Covington Post-Election Conference Call (11/10/2006)
- Senate Procedure and Practice, Rowman and Littlefield Publishers, Inc. (2004)
- The Constitutional Option: A Majoritarian Means to Override the Filibuster, 28 Harvard Journal of Law & Public Policy 205 (2004)